# Marisa Solinas
Pour les articles homonymes, voir Solinas.
Anna Marisa Solinas (née le 30 mai 1939 ou 30 mai 1941 à Gênes et morte à Rome le 13 février 2019) est une actrice et chanteuse italienne.

## Biographie
Issue d'une famille de père sarde et mère toscane, elle est la sœur aînée de l'actrice et chanteuse Vittoria Salinas connue sous le nom d'art de Maria Sole (it). Elle étudie le chant au Théâtre Carlo-Felice de Gênes. En 1960, elle s'installe à Milan et joue son premier rôle en  1962 dans Boccace 70, suivi jusqu'au milieu de la décennie suivante, d'environ 30 autres dans des films de genre et quelque western spaghetti, avant de se faire plus rare. Elle joue aussi dans des comédies musicales. Son apparence était décrite comme « brune et petite, avec un visage expressif et espiègle ». 
En tant que chanteuse, elle chante des chansons pop. En 1964, les premiers succès avec Devi imparare et Le tue care dolci cose puis en 1968 Ecstacy suivi en 1981 par Vai suora vai. En 2009, sort un nouvel album avec des reprises.
En 1968, elle prend des photos pour le premier numéro de Playmen. Elle est apparue sur près de 300 couvertures de magazines. En 1973, elle est choisie par Gina Lollobrigida pour sa série de photos intitulée « Vénus italienne ». 
Marisa Solinas a d'abord été mariée au réalisateur Italo Panone , avec qui elle a un fils. Sa relation avec le compositeur Luigi Tenco s'est terminée avec le suicide de ce dernier.
Sa dernière apparition au cinéma date de 2000 dans le film Almost Blue de Alex Infascelli et en 2005 Lucia (TV Movie).

## Filmographie partielle
- 1961 : Scano Boa de Renato Dall'Ara
- 1962 : Boccace 70  de Mario Monicelli, segment Renzo et Luciana
- 1962 : Les Recrues (La commare secca) de Bernardo Bertolucci
- 1963 : Le Péché (Noche de verano) de Jorge Grau
- 1964 : Les Conséquences (Le conseguenze) de Sergio Capogna
- 1967 : Il padre di famiglia de Nanni Loy
- 1967 : Un colt dans le poing du diable de Sergio Bergonzelli : Maya
- 1968 : Qui a tué Fanny Hand? (Killer adios) de Primo Zeglio: Sheila Simpson
- 1968 : Jarretière Colt (Giarrettiera Colt) de Gian Andrea Rocco
- 1971 : Blindman, le justicier aveugle de Ferdinando Baldi
- 1984 : Tutti dentro d'Alberto Sordi
- 2000 : Almost Blue de Alex Infascelli

## Discographie partielle

### Singles
- 1964: Devi imparare/Le tue care dolci cose (La Voce del Padrone, MQ 1942, 7")
- 1965: Per un' ipotesi/Vestita di lino (La Voce del Padrone, MQ 1958, 7")
- 1966: Per chi sogna Annamaria/Tanti auguri a te (La Voce del Padrone, MQ 2027, 7")
- 1966: Il mio albero/Io t'amo (La Voce del Padrone, MQ 2047, 7")
- 1968: L'estasi/Universo (CDB 1135; mit Andrea Giordana, 7")
- 1968: Amo sentirvi/Come uno specchio (CDB 1137; A- avec Armando Stula (it) et Maria Sole; B- avec Stula, 7")
- 1972: Piombo fuso/Ma io ti amo, (Mau Man, MM 5001, 7")
- 1977: You Are My Night (7")
- 1981: Vai suora vai/George Sand (Blitz, BZ 103, 7")
- 1984: L'altalena/Nocciolina, (Blitz, BZ 113, 7")

### Albums
- 1978 : Il dito sulla...mala (Beat Records Company, LPF 043, LP)
- 2009 : Venerefenice - Retrospettiva (Domani Musica, DMCD 0505, CD)